# Andreas von Ulcken
Andreas von Ulcken (* 18. Oktober 1645 in Hamburg; † 23. Januar 1688 ebenda) war ein deutscher Diplomat im Diensten des Herzogtums Schleswig-Holstein-Gottorf. Er entstammte aus dem friesischen Adelsgeschlecht der Ukena.

## Leben
Sein Großvater Christoph Ulcken wanderte aus Glaubensgründen nach Westfalen aus und erwarb bei Wildeshausen adelige Güter. Sein Vater Heinrich Ulcken ließ sich 1608 als Kaufmann in Hamburg nieder, wo von Ulcken geboren wurde.  Auf der Seite der Mutter Johanna de Dobbeler siedelte dessen Vater Diederich III. de Dobbeler 1585 von Brüssel nach Hamburg über.
Bereits im Alter von 14 Jahren begann Andreas von Ulcken ein Studium an der Universität Heidelberg. Später setzte er sein Studium an der Universität Altdorf, und erneut in Heidelberg fort, wo er bei dem Gelehrten Samuel von Pufendorf disputierte. Danach ging er an die Universität Tübingen, wo Burckhard Bardili sein Lehrer wurde und erhielt 1667 den juristischen Lizenziatengrad und unternahm ausgedehnte Bildungsreisen durch Europa. Anfang der 1670er Jahre trat Ulcken in den Dienst des Herzogs Christian Albrecht (Schleswig-Holstein-Gottorf). In den Jahren 1671 bis 1674 nahm er an den in Braunschweig und Lüneburg gehaltenen niedersächsischen Kreistage teil. Zudem war er 1674 als Envoyé extraordinaire bei Kaiser Leopold I. und am englischen Hof von König Karl II. tätig, der ihn in den Ritterstand erhob. Im September 1676 wurde er aus diesem Amt abberufen; sein Nachfolger in London wurde Joseph August du Cros. Zudem war er 1675 Hofrat, 1676 Hof- und Kanzleirat und ab 1681 Geheimer Staats-Kammerrat und Vizekanzler. Ulcken spielte eine zentrale Rolle während des Friede von Nimwegen. Gemeinsam mit Magnus von Wedderkop bemühte er sich, die "Gottorfer Frage" in den Friedensplan aufzunehmen, um die Unterstützung Frankreichs zu sichern und finanzielle Ansprüche des Herzogtums zu klären. Seine diplomatischen Bemühungen trugen dazu bei, dass die Interessen Schleswig-Holstein-Gottorfs in den Verhandlungen berücksichtigt wurden.
Nachdem seine Verlobte Maria Elisabeth, eine Tochter des holsteinischen Hofkanzlei-, Kirchen- und Geheimrats Burchard Niederstädt, kurz vor der Hochzeit am 11. Januar 1680 verstorben war, heiratete er am 9. Mai 1681 die älteste Tochter des Hamburger Convoykapitäns Martin Holste. Die Ehe blieb kinderlos. Seine Schwester Hedwig (1631–1687) heiratete 1662 den kurbrandenburgischen Hofrat Otto der Jüngere von Guericke, den Sohn von Otto von Guericke. Nachdem Ulcken in Gottorf gestorben war, wurde seine Leiche nach Hamburg gebracht und am 16. Februar in der Petrikirche beigesetzt.